# Вулиця Казимира Любомирського
Вулиця Казимира Любомирського  - це вулиця в Рівному. Названа на честь польського аристократа, композитора та мецената Казимира Любомирського.  

## Розташування
Вулиця простягається від вулиці Тихої до вулиці В. Чорновола.
У будинку на вул. К.Любомирського, 6 розташоване управління містобудування та архітектури виконавчого комітету Рівненської міської ради.Також на вулиці К.Любомирського, 3 знаходиться Рівненська єпархія РПЦвУ.

## Пам'ятки

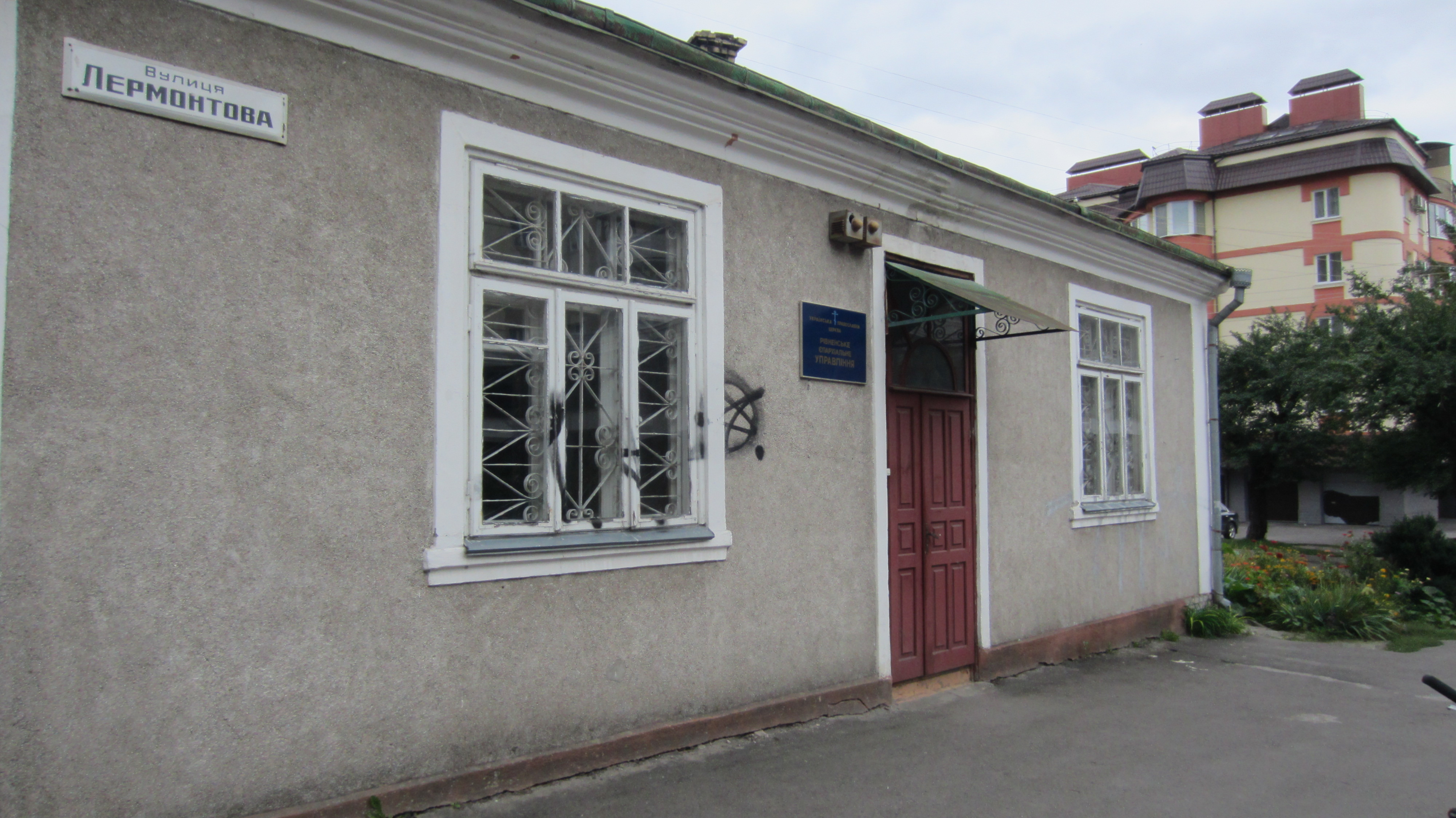
Будинок, з якого був викрадений німецький генерал фон Ільген

Будинок № 3, з якого групою партизанів, очолюваною М. Кузнецовим, 1943 року був викрадений німецький генерал фон Ільген  1965 року на фасаді встановлено меморіальну таблицю.